# Найроп, Билл
Уильям Дональд Найроп англ. William Donald Nyrop; 23 июля 1952, Вашингтон — 31 декабря 1995, Миннеаполис) — американский хоккеист, игравший на позиции защитника; трёхкратный обладатель Кубка Стэнли в составе «Монреаль Канадиенс» (1976, 1977, 1978).

## Биография

### Игровая карьера

#### Клубная
На драфте НХЛ 1972 года был выбран в 6-м раунде под общим 66-м номером клубом «Монреаль Канадиенс». После выбора на драфте он вернулся в «Нотр-Дам Файтинг Айриш», команду представляющую Университет Нотр-Дам, за которую играл следующие два сезона; в 1973 году он вошёл в Команду всех звезд WCHA и Первую всеамериканскую команду NCAA Запад.
По окончании студенческой карьеры продолжил свою карьеру в фарм-клубе «Канадиенс» «Нова Скотия Вояджерс», за который играл целый сезон. В феврале 1976 года дебютировал за «Монреаль Канадиенс» в НХЛ, в котором стал важным игроком обороны, выиграв с ним три Кубка Стэнли подряд с 1976 по 1978 год.
По окончании сезона прервал хоккейную карьеру и сосредоточился на получение высшего образования. В сентябре 1980 годы был обменян в «Миннесоту Норт Старз», за которую играл весь сезон 1981/1982. По окончании сезона покинул Северную Америку и уехал в Европу, где играл за немецкий «Кёльнер Хайе», который стал его последним клубом в карьере.

#### Международная
Играл за сборную США на ЧМ-1974, с которой выиграл группу B и вышел с командой в элитную группу чемпионата мира. По итогам турнира он вошёл в символическую сборную.
Также играл на Кубке Канады 1976, где занял с командой итоговое пятое место.

### Тренерская карьера
Получив высшее юридическое образование в Университете Гонзага, открыл юридическую фирму, но вернулся в хоккей в качестве тренера «Ноквсилл Черокиз» на сезон 1991/1992. С 1992 по 1995 год был владельцем и тренером команды «Уэст-Палм-Бич Блэйз», покинув команды по окончании сезона по состоянию здоровья.

### Смерть
Скончался 31 декабря 1995 года в Миннеаполисе на 44-м году жизни после продолжительной борьбы с раком толстой кишки.

## Статистика

### Клубная
| 1970–71     | Нотр-Дам Файтинг Айриш | WCHA        | 30  | 2  | 4  | 6  | 40  | —  | — | — | — | —  |
| 1971–72     | Нотр-Дам Файтинг Айриш | WCHA        | 31  | 3  | 18 | 21 | 44  | —  | — | — | — | —  |
| 1972–73     | Нотр-Дам Файтинг Айриш | WCHA        | 38  | 3  | 21 | 24 | 46  | —  | — | — | — | —  |
| 1973–74     | Нотр-Дам Файтинг Айриш | WCHA        | 33  | 9  | 29 | 38 | 44  | —  | — | — | — | —  |
| 1974–75     | Нова Скотия Вояджерс   | AHL         | 75  | 2  | 22 | 24 | 76  | 6  | 0 | 5 | 5 | 0  |
| 1975–76     | Монреаль Канадиенс     | НХЛ         | 19  | 0  | 3  | 3  | 8   | 13 | 0 | 3 | 3 | 12 |
| 1975–76     | Нова Скотия Вояджерс   | AHL         | 52  | 3  | 25 | 28 | 30  | —  | — | — | — | —  |
| 1976–77     | Монреаль Канадиенс     | НХЛ         | 74  | 3  | 19 | 22 | 21  | 8  | 1 | 0 | 1 | 4  |
| 1977–78     | Монреаль Канадиенс     | НХЛ         | 72  | 5  | 21 | 26 | 37  | 12 | 0 | 4 | 4 | 6  |
| 1981–82     | Миннесота Норт Старз   | НХЛ         | 42  | 4  | 8  | 12 | 35  | 2  | 0 | 0 | 0 | 0  |
| 1982–83     | Кёльнер Хайе           | 1.GBun      | 19  | 3  | 2  | 5  | 8   | —  | — | — | — | —  |
| Всего в НХЛ | Всего в НХЛ            | Всего в НХЛ | 207 | 12 | 51 | 63 | 101 | 35 | 1 | 7 | 8 | 22 |

### Международная
| Год                       | Сборная                   | Турнир                    | Место                     |    | И | Г | П | О | Ш |
| ------------------------- | ------------------------- | ------------------------- | ------------------------- | -- | - | - | - | - | - |
| 1974                      | США                       | ЧМ 1Д                     | 1                         | 7  | 2 | 0 | 2 | 4 |   |
| 1976                      | США                       | КК                        | 5                         | 5  | 1 | 1 | 2 | 0 |   |
| Всего за основную сборную | Всего за основную сборную | Всего за основную сборную | Всего за основную сборную | 12 | 3 | 1 | 4 | 4 |   |